# Robert Beaven

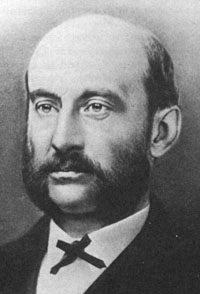
Robert Beaven

Robert Beaven (* 20. Januar 1836 in Leigh bei Stoke-on-Trent, Staffordshire; † 18. September 1920 in Victoria) war ein kanadischer Politiker und Unternehmer. Er war von Juni 1882 bis Januar 1883 Premierminister der Provinz British Columbia. Drei Jahre lang war er auch Bürgermeister von Victoria.

## Biografie
Der Sohn eines anglikanischen Pfarrers wanderte 1843 mit seiner Familie nach Oberkanada aus. Er lebte zunächst in Toronto, zog zu Beginn der 1860er Jahre während des Cariboo-Goldrauschs nach Vancouver Island und ließ sich mit seiner Ehefrau in der Stadt Victoria nieder. Dort leitete er die lokale Niederlassung einer Nähmaschinenfabrik und besaß ein Kleidergeschäft.
Im Mai 1868 war er Mitbegründer der Confederation League, die den Beitritt der Vereinigten Kolonien von Vancouver Island und British Columbia zur Kanadischen Konföderation forderte. Beaven war der Sekretär dieser von Amor De Cosmos und John Robson geführten Vereinigung. British Columbia trat schließlich am 20. Juli 1871 als sechste Provinz dem Bundesstaat bei. Im Oktober desselben Jahres wurde Beaven bei den ersten Wahlen zur Legislativversammlung von British Columbia als Abgeordneter des Wahlkreises Victoria gewählt.
Von Dezember 1872 bis Februar 1876 gehörte Beaven den Kabinetten der Premierminister Amor De Cosmos und George Anthony Walkem an. Seine Hauptaufgabe als Minister waren die Erschließung des Kronlandes und die Bereitstellung von Infrastruktur für die immer zahlreicheren Einwanderer. Die Opposition warf ihm vor, korrupt und inkompetent zu sein. Als Walkem im Juni 1878 erneut Regierungschef wurde, ernannte er Beaven zum Finanz- und Landwirtschaftsminister.
Nach Walkems Rücktritt ernannte Vizegouverneur Clement Francis Cornwall Beaven am 13. Juni 1882 zum neuen Premierminister. Sein bisheriges Ministeramt übte er weiterhin aus. Bei den darauf folgenden Wahlen im Juli 1882 verfehlten die Anhänger der Regierung die Mehrheit der Sitze (damals existierten noch keine Parteien), doch Beaven entschloss sich, eine Minderheitsregierung zu bilden. Drei Monate lang war er Gastgeber von Lord Argyll, dem Generalgouverneur von Kanada. Am 29. Januar 1883 verlor Beaven ein Misstrauensvotum und musste zurücktreten.
Beaven blieb weiterhin Abgeordneter und war Oppositionsführer. In den Jahren 1892, 1893 und 1896 war er Bürgermeister der Stadt Victoria. Bei den Wahlen im Juli 1894 verlor er seinen Parlamentssitz. Er hatte sich mit der Zeit immer stärker mit der Arbeiterbewegung identifiziert, was in seinem konservativen Wahlkreis auf wenig Begeisterung stieß.
Im August 1898 entließ Vizegouverneur Thomas Robert McInnes Premierminister John Herbert Turner und bat Beaven, eine neue Regierung zu bilden, obwohl er dem Parlament seit vier Jahren nicht mehr angehörte. Führende Parlamentarier verweigerten ihre Unterstützung und Beaven gelang es nicht, eine mehrheitsfähige Regierung zusammenzustellen.